# Johann Ludwig Valerian Fischer
Johann Ludwig Valerian Fischer (* 13. Mai 1693 in Zöblitz; † nach 1762) war ein deutscher Kommunalpolitiker und kursächsischer Bergbeamter, der als Bergkommissionsrat und Oberzehendner im Obergebirge (= Erzgebirge) tätig war.

## Leben
Fischer war der Sohn des Lautersteiner Amtsschössers Johann Valerian Fischer. Er war zunächst Kammerkommissar am sächsischen Hof in Dresden und einige Zeit auch als regierender Bürgermeister in Schlettau tätig. Als Oberzehendner löste ihn auf eigenen Wunsch im Jahre 1749 sein Sohn Carl Ludwig Fischer ab, der zuvor an seiner Seite Vize-Oberzehendner im Erzgebirge war.

## Familie
Verheiratet war er seit 1719 mit der 1701 geborenen Sophia Christiana Fischer geborene Oeser.